# 合馬竹林公園
合馬竹林公園（おうまちくりんこうえん）は、福岡県北九州市小倉南区合馬に位置する公園である。

## 概要
日本有数のタケノコの産地で知られる小倉南区合馬にある公園である。
園内には約150種類の竹・笹類が植えられており見学できる。3月には「合馬たけのこまつり」が開催され観光客などで賑わう。
2001年には環境省選定のかおり風景100選にも選ばれている。

## 公園内の施設
- 見本園
- 展示館
- グラウンド

## 交通
西鉄バス北九州行先番号12・21・45に乗車、両谷出張所前下車、徒歩22分